# Luv vuol dire amore?
Luv vuol dire amore? (Luv) è un film del 1967 diretto da Clive Donner.
Il film è basato su uno spettacolo teatrale scritto da Murray Schisgal e portato a Broadway nel 1964, intitolato anch'esso Luv.

## Trama
Harry è un uomo un po' frustrato dalla vita e sta per suicidarsi buttandosi nel fiume Hudson. Viene per fortuna salvato da un caro amico, Milt, che ha dei problemi coniugali, in quanto vuole lasciare sua moglie Ellen per sposarsi con Linda. Milt allora decide di presentare Ellen a Harry e lo fa innamorare di lei. Le due nuove coppie si formeranno, ma i progetti poi si scombussoleranno nuovamente.